# Бернацький-Мост
Бернацький-Мост (пол. Bernacki Most) — село в Польщі, у гміні Наровка Гайнівського повіту Підляського воєводства.
У 1975-1998 роках село належало до Білостоцького воєводства.